# 军中女郎
《军中女郎》（法語：La fille du régiment），是多尼采蒂作曲的一部二幕法語喜歌劇，1840年2月11日在巴黎首演，後來稍作改動，也在意大利上演。它在1929、1933、1953、1962年四度改編電影，
多尼采蒂在1838年至1840年間居住在巴黎。他當時在為巴黎歌劇院創作《波留托》（即《殉道者》的法語版），進展不是很順利。他抽空寫成了《軍中女郎》，這成為他的第一部法語歌劇。這部劇在當時取得了很大的成功，劇中的詠歎調<朋友們，這是個慶典的日子>（Ah! mes amis, quel jour de fête!）尤其出名，因2分钟内需连续唱出9个高音C而被称为“男高音禁区”。

## 历史
这部剧的首演并不成功，首席男高音频繁跑调。观众中的法国男高音歌唱家吉尔贝·迪普雷也说：“多尼采蒂常向我抱怨他作为作曲家的自尊如何在巴黎备受打击。他的优点从来都没有体现出来。我也亲眼看到了《军中女郎》的失败，甚至可以说是完全的崩坏”。
埃克托·柏辽兹也对这部作品进行了尖锐的批评，说它可能既没有得到作曲家本人也没有得到大众的严肃对待。不过，泰奥菲勒·戈蒂埃对它的评价却不错，说它配得上法国人给多尼采蒂的待遇。
虽然首演并不成功，但是它随后还是迅速走红，在1871年已完成500场演出，1908年达到一千场。

## 剧情
故事背景设置在19世纪早期的拿破仑战争中，地点位于瑞士提洛尔。主角是法军的随军女商贩玛丽（Marie），她由法军士兵叙尔皮斯（Sulpice）等人在战场上捡到并收养长大。她爱上了提洛尔人托尼奥（Tonio），但侯爵夫人想要她嫁给自己的侄子克拉肯斯罗普公爵（Duke of Crakenthorp）。有情人终成眷属。

## 改编
它在1929年改编为同名默片，1933年改编为有声电影，随后又在1953年和1962年两次被改编为电影。

## 外部連結
- La fille du régiment：国际乐谱典藏计划上的乐谱
- 法語维基文库中与本条目相关的原始文献：Libretto